# Corrosió anaeròbica
L corrosió anaeròbica o corrosió de l'hidrogen és una forma de corrosió dels metalls que ocorre en presència d'aigua anòxica. Aquest tipus de corrosió implica una reacció química redox que redueix els ions hidrogen per a formar hidrogen molecular.
Els metalls entren en solució aquosa i són oxidats.
Reacció d'oxidació (independent del pH):
{\displaystyle Fe\;\rightarrow \;Fe^{2+}\;+\;2\,e^{-}}
Reacció de reducció en solució àcida:
{\displaystyle 2\,H^{+}\;+\;2\,e^{-}\rightarrow \;H_{2}\;}
En solució àcida, les molècules d'aigua es protonen i els ions oxoni (H₃O+) són reduïts directament a H₂.
Reacció de reducció en solució neutra o lleugerament alcalina:
{\displaystyle 2\,H_{2}O\;+\;2\,e^{-}\;\rightarrow \;H_{2}\;+\;2\,OH^{-}}
En una solució neutra o lleugerament alcalina, els protons de l'aigua es redueixen a hidrogen molecular produint ions hidròxid responsables de la precipitació de la solució lleugerament soluble d'hidròxid de ferro (Fe(OH)₂).
Això finalment dona lloc a la reacció total de corrosió anaeròbica del ferro en l'aigua:
{\displaystyle Fe\;+\;2\,H_{2}O\;\rightarrow \;Fe(OH)_{2}\;+\;H_{2}\;}

## Transformació d'hidròxid de ferro(II) en magnetita
Sota condicions anaeròbiques, l'hidròxid de ferro(II), Fe(OH)₂, es pot oxidar pels protons de l'aigua per formar magnetita ai hidrogen molecular.
Aquest procés està descrit per la Reacció de Schikorr :
3 Fe(OH)₂ → Fe₃O₄ + H₂ + 2 H₂O
hidròxid ferrós → magnetita + hidrogen + aigua
La magnetita ben cristal·litzada és (Fe₃O₄) és termodinàmicament més estable que l'hidròxid de ferro(II), Fe(OH)₂.
Aquest procés també es presenta durant la corrosió anaeròbica del ferro i l'acer en aigua anòxica, aigua subterrània i en sòls reductors per sota la capa freàtica.